# بابانوئل یک آشغال است
بابانوئل یک آشغال است (انگلیسی: Santa Claus Is a Stinker) یک نمایشنامه کمدی فرانسوی است که در سال ۱۹۷۹ توسط گروه Le Splendid خلق شد و در سال ۱۹۸۲ به کارگردانی ژان-ماری پواره به فیلمی تبدیل شد.